# Sougraigne
Sougraigne – miejscowość i gmina we Francji, w regionie Oksytania, w departamencie Aude.
Według danych na rok 1990 gminę zamieszkiwało 65 osób, a gęstość zaludnienia wynosiła 4 osoby/km² (wśród 1545 gmin Langwedocji-Roussillon Sougraigne plasuje się na 836. miejscu pod względem liczby ludności, natomiast pod względem powierzchni na miejscu 491.).